# Meloidogyne incognita
Meloidogyne incognita (лат.) — вид круглых червей семейства Meloidogynidae.
Вид широко распространён по всему миру и встречается во многих различных типах почв.
Паразитирует в корнях травянистых растений. На корнях образуются галлы. Проводящие сосуды корня закупориваются, что препятствует поступлению в растение воды и питательных веществ. В связи с этим повреждённые растения отстают в росте, увядают, а затем преждевременно отмирают. Нематода может повреждать более 3000 видов растений.
Самка откладывает яйца в галлы. В одной кладке до 2000 яиц. Яйца очень малы, до 0,01 мм в диаметре, почковидные. Зимующие яйца находятся в оболочке.